# Staffa

Staffa (skotsk gælisk: Stafa,
Staffa (skotsk gælisk: Stafa fra norrønt for stav eller søjleø) er en ø i de Indre Hebrider i Argyll and Bute, Skotland. Vikingerne gav den navnet grundet dens basaltøjler, der mindede dem om deres huse, som var bygget af vertikale stave.
Staffa ligger omkring 10 km vest for Isle of Mull, og har et areal på 33 ha. og dens højeste punkt er 42 moh..
Øen blev kendt i slutningen af 1700-tallet efter digteren Joseph Banks besøgte den og beskrev øen og dens basaltsøjler, samt den store havgrotte, som Banks gav navnet Fingal's Cave. Besøget blev efterfulgt af flere andre prominente personer i de efterfølgende to århundreder inklusive dronning Victoria og Felix Mendelssohn. Sidstnævnte skrev Hebrides Overture, hvilket yderligere promoverede øen, der på dette tidspunkt var ubeboet.
Øen ejes af National Trust for Scotland.